# Christopher Evans (Autor)
Christopher D. Evans (geboren 1951 in Tredegar, Südwales) ist ein britischer Science-Fiction-Autor.

## Leben
Von 1969 bis 1973 studierte Evans an der Cardiff University und von 1973 bis 1974 an der Swansea University.
1980 veröffentlichte er seinen ersten Roman Capella's Golden Eyes über einen von einer Alienrasse beherrschten Planeten mit einer menschlichen Kolonie.
In Zusammenhang mit der Kontroverse um die Präsenz von Scientology auf der Worldcon 1987 war er Herausgeber des Essaybandes Conspiracy Theories, in dem verschiedene SF-Autoren zu den Vorgängen Stellung nahmen. Evans’ 2014 erschienener Roman Future Perfect, in dem es um Verschwörung, das SF-Fandom und einen toten, anscheinend hellseherisch begabten SF-Autor geht, dessen verschollene Werke entsprechend gesucht sind. Beteiligt an der Suche ist eine von einem anderen Autor gegründete „Kirche“, die Ähnlichkeiten mit der Church of Scientology aufweist.  
Zusammen mit Robert Holdstock gab er von 1987 bis 1989 die Anthologiereihe Other Edens heraus.
1994 wurde Evans für seinen Alternate History-Roman Aztec Century mit dem British SF Association Award ausgezeichnet. 
Evans lebt in Südlondon, wo er an einer Sekundarschule unterrichtet.

## Bibliographie
Romane
- Capella's Golden Eyes (1980)
  - Deutsch: Capellas goldene Augen. Heyne SF&F #4579, 1989, ISBN 3-453-03445-7.
- Plasmid : A Novelization (1980, als Robert Knight)
- The Insider (1981)
  - Deutsch: Visionen eines Insiders. Übersetzt von Friedrich Taprogge. Edition SF im Hohenheim Verlag, 1984, ISBN 3-8147-0038-4.
- In Limbo (1985)
  - Deutsch: Im Limbus. Übersetzt von Walter Brumm. Heyne SF&F #4667, 1990, ISBN 3-453-03934-3. E-Book: IM LIMBUS. BookRix, 2017, ISBN 978-3-7438-3959-5.
- The Twilight Realm (1985, als Christopher Carpenter)
- The Summoning (1985, als John Lyon)
- Innerspace (1987, als Nathan Elliott)
- Aztec Century (1993)
  - Deutsch: Der Sturm der Azteken. Übersetzt von Caspar Holz. Bastei-Lübbe-Taschenbuch #23154, 1994, ISBN 3-404-23154-6.
- Mortal Remains or Heirs of the noosphere (1995, auch als Mortal Remains, 2013)
- Ice Tower (Dreamtime #3, 2000)
- Omega (2008)
- Future Perfect (2014, mit Leroy Kettle)

The Hood's Army Trilogy (Romanserie, als Nathan Elliott)
- 1 Earth Invaded (1986)
- 2 Slaveworld (1986)
- 3 The Liberators (1986)

Star Pirates (Romanserie, als Nathan Elliott)
- 1 Kidnap in Space (1987)
- 2 Plague Moon (1987)
- 3 Treasure Planet (1987)

Vendavo (Kurzgeschichtenserie)
- 1 Transmutations (1991)
- 2 Birth-Rites (1992)
- 3 The Bridge (1989)
- 4 The Wailing Woman (1989)
- 5 Artefacts (1988)
- 6 Coda (1992)
- Chimeras (Roman, Fix-up der Serie, 1992)
  - Deutsch: Schimären. Übersetzt von Christine Strüh. Heyne SF&F #9089, 2000, ISBN 3-453-17235-3.

Kurzgeschichten
- Guardian Angel (1982)
- The Rites of Winter (1983)
- Who's Who in the Universe (1986)
- The Facts of Life (1987)
- Lifelines (1989) 
  - Deutsch: Lebenswege. In: Chris Morgan (Hrsg.): Schwarze Visionen. Knaur Horror #70009, 1994, ISBN 3-426-70009-3.
- Sense of Unease (1989)
- The Sins of the Fathers (1990)
- After the Fall (1993)
- Borderlands (1993)
- The Hiss of Life (1993)
- House Call (1995)
- Da Capo (2001)
- Posterity (2002)
- The President's Minah Bird (2003)

Sachliteratur
- The Guide to Fantasy Art Techniques : Based on Interviews Between the Artists and Martyn Dean (1984, mit Martyn Dean)
- Lightship (1985, mit Jim Burns)
- Writing Science Fiction (1988)
- Dream Makers : Six Fantasy Artists at Work (1988, mit Martyn Dean)

Other Edens (Anthologien, herausgegeben mit Robert Holdstock)
- 1 Other Edens (1987)
- 2 Other Edens II (1988)
- 3 Other Edens III (1989)

Herausgeber
- Conspiracy Theories (1987, online)